# Chondria buruana
Chondria buruana es una especie de coleóptero de la familia Endomychidae.

## Distribución geográfica
Habita en Buru (Indonesia).